# Pholcus crypticolens
Pholcus crypticolens is een spinnensoort uit de familie trilspinnen (Pholcidae). De soort komt voor in Rusland, Mongolië, China, Korea, Taiwan en Japan.